# Lenosoma fulgens
Lenosoma fulgens är en skalbaggsart som beskrevs av Macleay 1863. Lenosoma fulgens ingår i släktet Lenosoma och familjen Cetoniidae. Inga underarter finns listade i Catalogue of Life.